# جونجی یامامیچی
جونجی یامامیچی (انگلیسی: Junji Yamamichi؛ زادهٔ ۲۹ ژانویهٔ ۱۹۹۴) بازیکن فوتبال اهل ژاپن است.